# HD 38206
HD 38206，又名BD-18 1172，SAO 150739、HR 1975，是一颗恒星，视星等为5.73，位于銀經222.74，銀緯-23.08，其B1900.0坐标为赤經5h 38m 58.9s，赤緯-18° -23.08′ 10″。